# Métiers du jeu de rôle sur table
« Auteur de jeux de rôle » redirige ici. Ne pas confondre avec Auteur de jeux de société ni Concepteur de jeux.
Métiers du jeu de rôle sur table est un sous-article détaillé de l'article principal Jeu de rôle sur table.
De l'idée initiale de l'auteur jusqu'au déroulement de la partie de jeu organisée sur table par un meneur de jeu, de nombreux intervenants sont mis à l'œuvre dans la conception d'un jeu de rôle sur table (JdR).
On distingue quatre grandes phases, chacune faisant intervenir un ou plusieurs types d'acteurs (métiers) :
1. Création ;
2. Production ;
3. Distribution ;
4. Promotion.

## Création

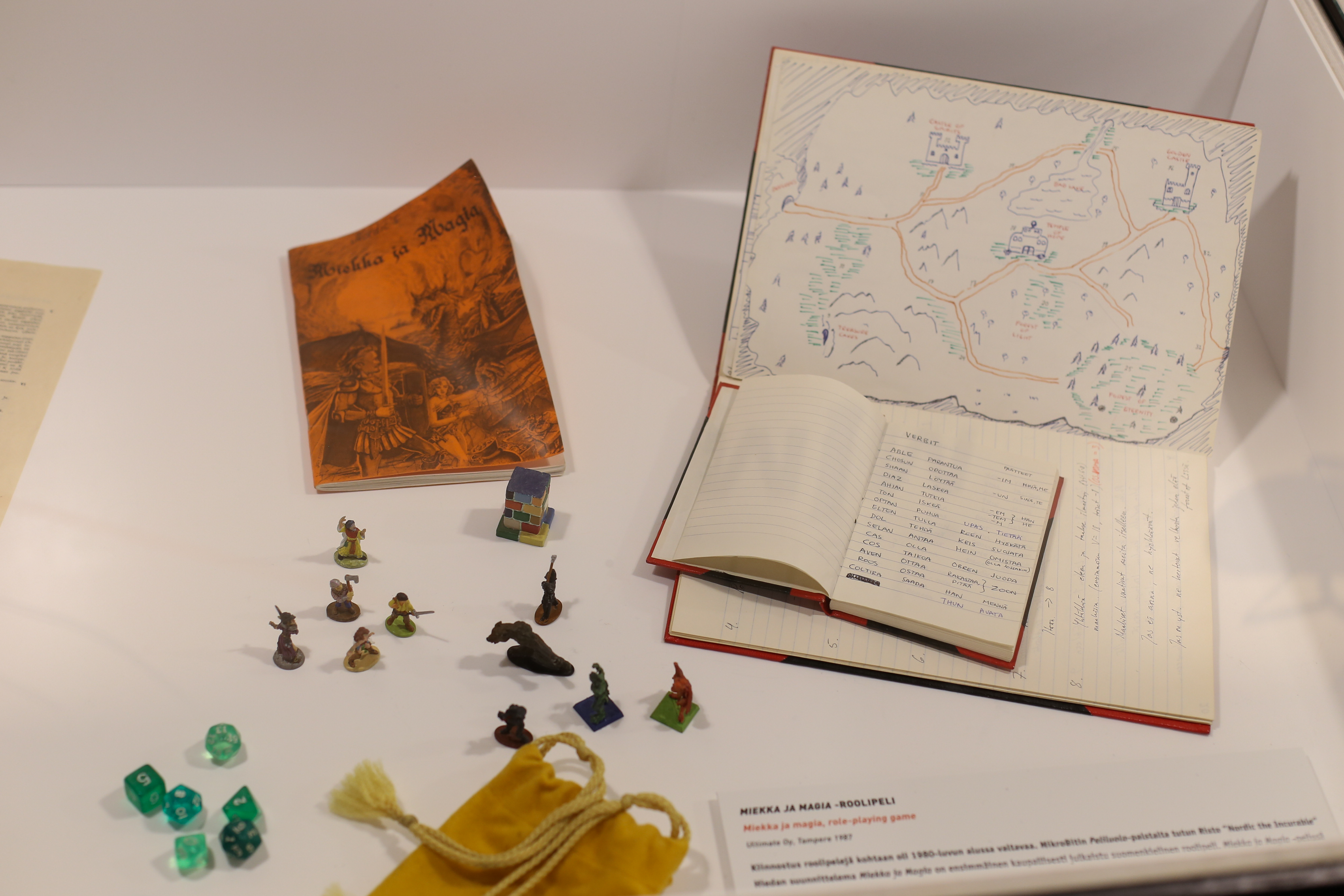
Composants du jeu de rôle Miekka ja Magia de Risto Hieta exposés au Musée des médias Rupriikki (Finlande).

Il existe un nombre important d'auteurs et concepteurs de jeux de rôle sur table, dans plusieurs pays.

### Auteurs de jeux de rôle
Un auteur de jeux de rôle (ou créateur ou concepteur de jeux de rôle) est un auteur de jeux spécialisé. Le métier englobe principalement la création de jeux de rôle sur table, mais aussi de jeux de rôle sur ordinateur, de livres-jeux, de scénarios et dans une certaine mesure la traduction et adaptation de jeux étrangers.

#### Tous concepteurs?
La pratique du jeu de rôle sur table a toujours demandé à ses joueurs, principalement à ses maîtres de jeu qui animent les parties de jeu, d'exercer une grande créativité en amont de la partie ou pendant la partie. Cette activité créative s'exerce surtout dans la sélection et la modification des mécaniques de jeu, ainsi que dans la fiction créée. La conception d'un jeu de rôle requiert l'établissement d'un univers ou d'un genre, de personnages, de mécaniques de résolution et des règles de distribution de l'autorité narrative.
Ainsi, depuis ses origines et de par ses attributs le jeu de rôle sur table transforme plus ou moins tous ses pratiquants en concepteurs de jeu. C'est un des aspects qui le distingue le plus des autres jeux de société traditionnels où les règles de jeu sont fixes et ne demandent pas à être modifiées ou interprétées.

#### Types de projets
On recense deux grandes façons de procéder à la création d'un jeu de rôle sur table professionnel :
Soit le concepteur fait d'abord œuvre en solo ; il démarche a posteriori un éditeur quand il sent son projet aboutir. L'éditeur qui accepte de le prendre en charge fait alors acte de conseil.
Soit le concepteur rejoint une équipe d'autres concepteurs au service — souvent en free-lance — d'un éditeur qui a commandé le jeu en amont ; l'éditeur est alors le maître d'œuvre et peut désigner un chef de projet.

#### Autres tâches des concepteurs
En plus de la rédaction de tous les textes, le travail du concepteur consiste à faire jouer des parties tests afin de contrôler la cohérence des règles du jeu et de son univers ; à apporter les actions correctives qui en découlent ; à effectuer la relecture et les corrections des textes ; à gérer les différents échanges entre les auteurs, s'il s'agit d'un travail d'équipe, et à répondre aux demandes de l'éditeur. Selon l'importance de la structure de la maison d'édition, certaines de ces tâches peuvent être confiées à d'autres acteurs, sous la contrôle final du ou des concepteurs et/ou de l'éditeur.

#### Vers d'autres médias
Il y a un grand nombre d'auteurs de jeu de rôle sur table, que ce soit pour la création de nouveaux jeux ou pour la création de suppléments et de scénarios. Les maisons d'édition sont plutôt modestes et ce passe-temps est resté dans un marché de niche. Certains auteurs sont devenus des romanciers, ou des concepteurs de jeu vidéo.
Dès ses débuts, des auteurs de jeu vidéo ont transposé une partie de l'expérience du jeu de rôle dans des logiciels (Colossal Cave Adventure).
Par extension, les auteurs de livres-jeux sont aussi considérés comme des auteurs de jeux de rôle car ils proposent au lecteur d'incarner un personnage face à des choix ; cependant, certains concepteurs de ces livres-jeux, comme Joe Dever, se voient aussi comme des écrivains à part entière.

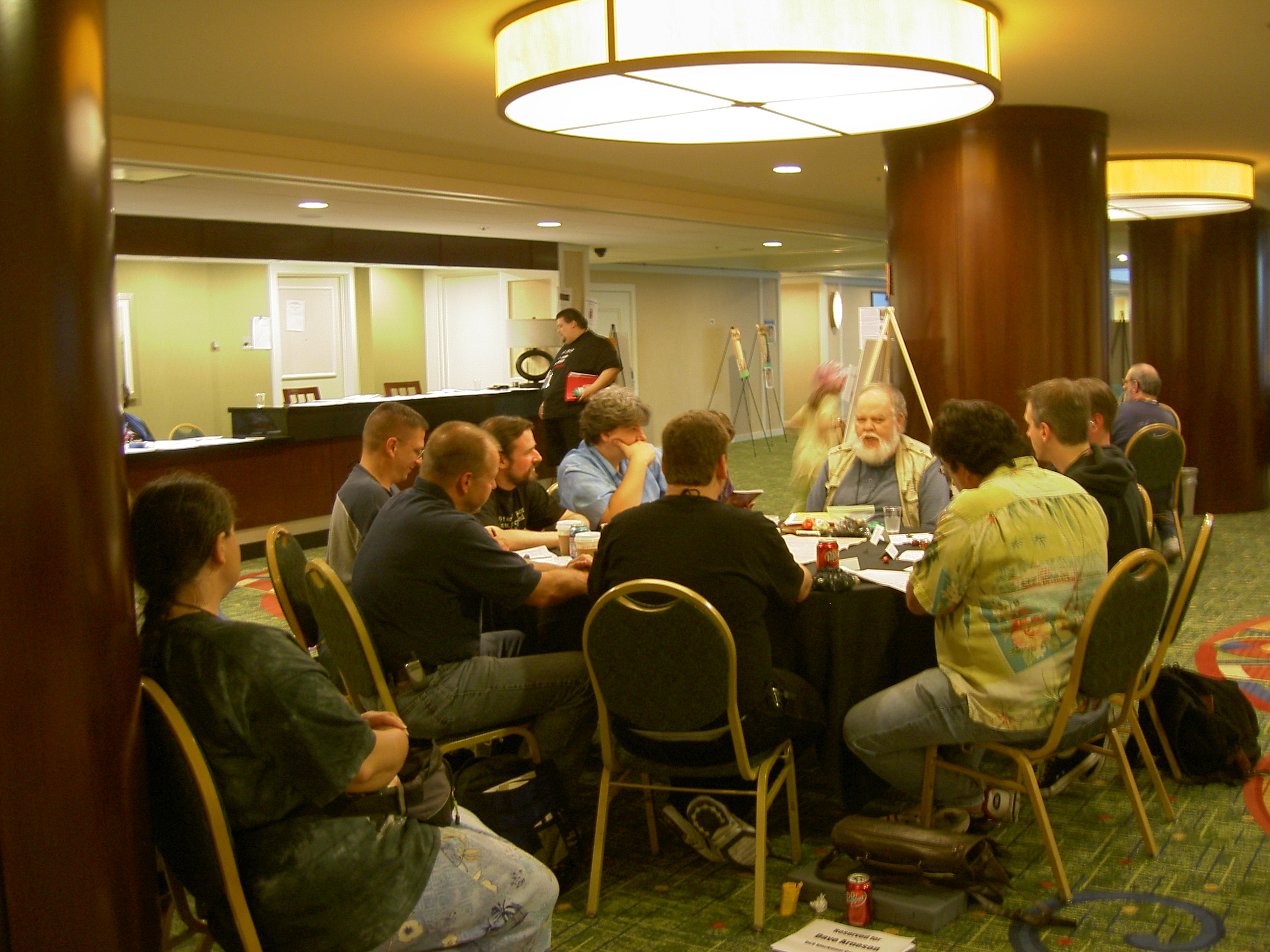
Dave Arneson, en 2006.

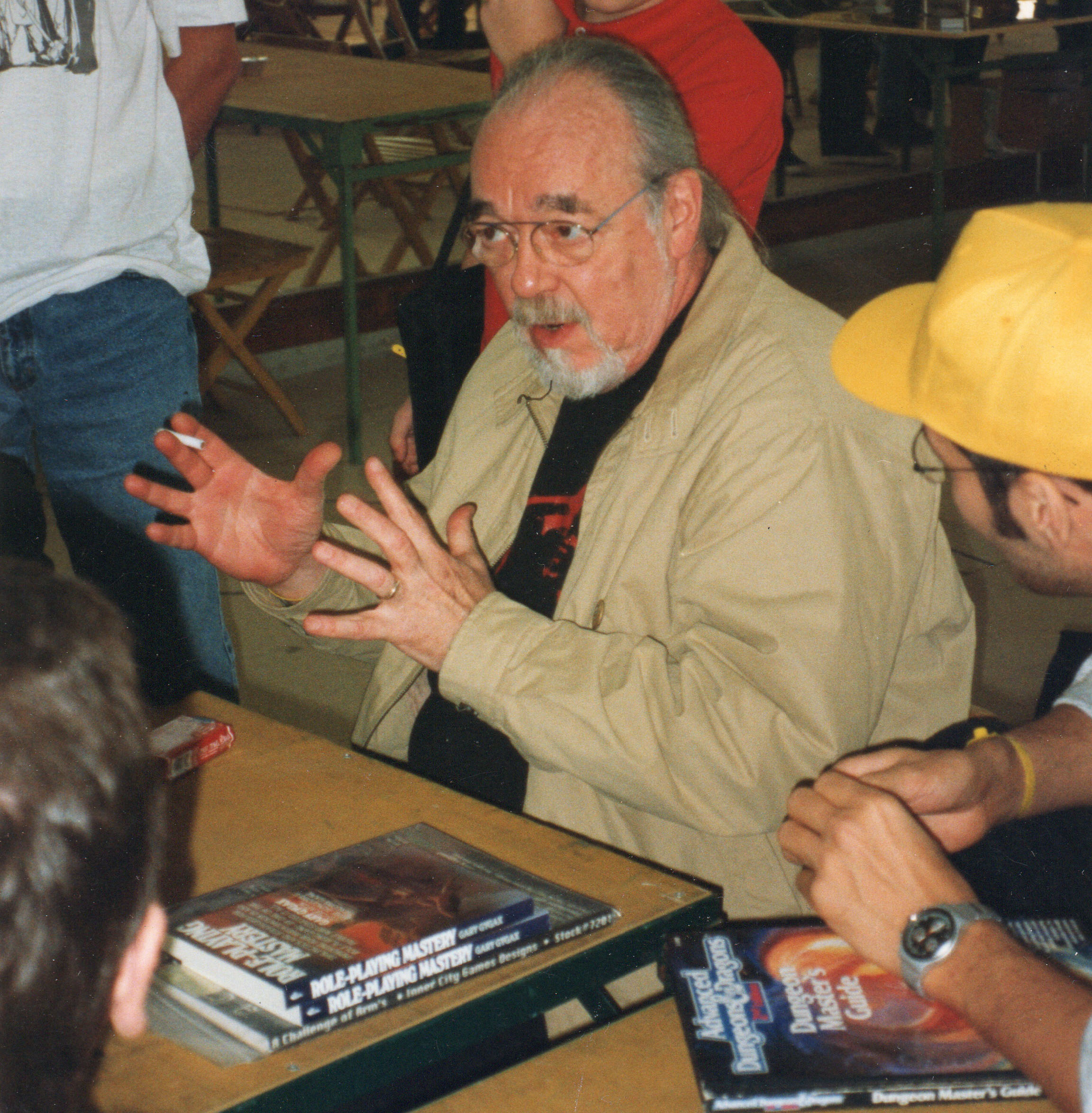
Gary Gygax, en 1999.

#### Quelques auteurs américains de jeux de rôle importants
- Dave Arneson et Gary Gygax : auteurs du premier jeu de rôle Donjons & Dragons
- Greg Stafford : RuneQuest et Pendragon
- Steve Perrin : RuneQuest
- Sandy Petersen : L'Appel de Cthulhu
- Steve Jackson : GURPS
- Ken St. André : Tunnels & Trolls
- Greg Costikyan : Paranoïa, Toon
- Mark Rein·Hagen : Vampire, la Mascarade

#### Quelques auteurs français de jeux de rôle importants
- Anne Vétillard : Légendes de la Table Ronde
- Croc : In Nomine Satanis - Magna Veritas
- Pierre Rosenthal : SimulacreS
- Denis Gerfaud : Rêve de Dragon

### Éditeurs de jeux de rôle sur table
Il existe un grand nombre de maisons d'édition de jeux de rôle sur table, dans plusieurs pays.

#### Rôle de l'éditeur
L'éditeur apportant beaucoup de ressources dans le projet, il jouit d'un certain pouvoir qu'il peut matérialiser par un contrat envers l'auteur. Il détient une expertise dans la publication et la mise en vente d’une œuvre de l'esprit à travers ce média ; il publie parfois plusieurs types de supports : il est dit alors « transmédia ».
Une fois le jeu rédigé, relu et testé à maintes reprises, l'éditeur se charge de l'analyser : il possède un regard extérieur et son expertise lui permet de prodiguer commentaires et recommandations qui guideront les auteurs, dans le but que le jeu trouve son public ; ceux-là devront retoucher et améliorer le jeu et son univers en conséquence. Son objectif est aussi financier : il prend en compte l'adéquation du jeu avec le marché, afin que celui-là plaise, mais aussi s'écoule et rapporte du chiffre d’affaires à toutes les parties en présence.
Il a à sa disposition un budget à investir dans le projet et bénéficie de son réseau ainsi que d'un carnet d’adresses, regroupant celles de prestataires, d’illustrateurs, de traducteurs, d’imprimeurs, de distributeurs ou encore de réseaux publicitaires. Certains éditeurs passent parfois par le financement participatif, afin de constituer ou étoffer ce budget — ou simplement dans le but de tirer parti de la publicité, de l'émulation et de l'engouement générés, à cette occasion, autour du projet,,.

#### Produire des jeux de rôle sur table : business ou affaire de passion ?

##### Vivre du jeu de rôle en France
Au début des années 2010 selon Romain d'Huissier, auteur de jeux de rôle interrogé par la revue Di6dent qui se consacre au monde du JdR, « Les prix du JdR sont calculés au plus juste par les éditeurs. Ne leurrons personne : moins de dix personnes en vivent en France actuellement […]. La grande majorité des éditeurs le [font] par passion […]. » et pour Jean-François Morlaës, éditeur, « […] le JdR est en marge complète du monde traditionnel de l'édition. Les tirages sont anecdotiques, tout comme les ventes […] or, le coût d'impression […] est directement lié au nombre d'exemplaires tirés. ».

##### Risque financier
Certes, le rôle de l'éditeur, qui prélève un pourcentage du prix de vente, est de prendre à sa charge le risque financier ; mais même les « grands éditeurs » du jeu de rôle sont de petites structures à l'échelle de l'édition en général (deux personnes pour un acteur majeur, une trentaine de personnes pour un géant mondial) et même un projet « assuré » de faire un succès important nécessite une forte avance de trésorerie,,.

##### Émergence du financement participatif
Cependant à partir du milieu des années 2010, les avantages du financement participatif apparaissent comme « une évidence », même aux éditeurs établis du milieu du jeu de rôle : il offre une trésorerie immédiate permettant de financer les projets et de régler les à-valoir des auteurs, les cachets des illustrateurs (et traducteurs) ainsi que de répondre favorablement aux devis des imprimeurs, diffuseurs et al. Cette limitation du risque financier est une bouffée d'air pour les porteurs de projets, à condition que ces derniers aient bien tout calculé en amont.
Mais au début des années 2020, ce mode de financement semble traverser une « crise de confiance » et montrer quelques-unes de ses limites ; c'est ce que dénoncent parfois des porteurs de projets en évoquant certaines dérives inhérentes.

#### Éditeurs de jeux de rôle sur table aux États-Unis et dans les autres pays anglo-saxons

##### Éditeurs
Le principal éditeur de jeux de rôle aux États-Unis est Wizards of the Coast, filiale à 100 % de Hasbro et éditeur de Donjons et Dragons. Parmi les autres grandes entreprises en 2020-2021 figurent Onyx Path Publishing (en) (Vampire : Le Requiem, Exalted et d'autres), R. Talsorian Games (Cyberpunk), Paizo (Pathfinder), Evil Hat Productions (en) (Fate) et Modiphius Entertainment (nombreux jeux sous licence), comme le montrent les articles du Top 5 Roleplaying Games d'ICv2 (en) et la liste des titres les plus vendus sur DriveThruRPG (en).
La plupart des éditeurs de jeux de rôle sont des sociétés privées qui ne publient pas de chiffres de vente, ce qui rend difficile toute estimation précise. Il n'y a pas eu d'examen systématique et public des données des points de vente, ce qui limite les estimations à un consensus approximatif entre les analystes du secteur.
En 2006, les jeux de rôle sur table autres que Donjons et Dragons se situant dans les échelons supérieurs des ventes ont généralement généré entre cinq et dix mille unités vendues. La plupart des jeux de rôle publiés dans le commerce sont des produits de petite presse, vendus à moins d'un millier d'exemplaires. La technologie de l'impression à la demande est très utilisée dans les jeux de rôle, car elle permet de réduire les coûts d'impression typiques des petits tirages.

##### Modèles d'entreprise
Les jeux de rôle sont produits selon différents modèles d'entreprise, qui réussissent ou échouent en fonction des objectifs de ces modèles. Les plus petites entreprises viables sont des sociétés unipersonnelles qui produisent des jeux en utilisant les technologies de l'impression à la demande et du livre électronique. La plupart de ces entreprises fournissent un revenu secondaire à leurs propriétaires-exploitants. Beaucoup de ces entreprises emploient des indépendants, mais certaines ne le font pas ; leurs propriétaires s'occupent de tous les aspects du produit. Les entreprises plus importantes peuvent disposer d'une petite équipe de bureau qui gère l'édition, le développement de la marque et le travail en free-lance. Guidés par un développeur/gestionnaire, les indépendants produisent la majeure partie du contenu d'une gamme de jeu selon un plan centralisé. Enfin, quelques sociétés (telles que Wizards of the Coast et Mongoose Publishing) disposent d'une équipe interne (studios) de rédaction et de conception,.
Le modèle d'entreprise standard des jeux de rôle à succès repose sur de multiples canaux de vente :
- Le modèle de distribution dit « à trois niveaux », selon lequel l'entreprise vend des produits à des distributeurs qui les vendent à leur tour à des détaillants qui les vendent à des clients. Ce modèle est traditionnellement divisé entre le commerce de loisirs (utilisé par la majorité des éditeurs imprimés) et le commerce du livre (viable pour un plus petit nombre d'entreprises capables d'absorber les retours et de fournir des tirages suffisamment importants). Le secteur s'accorde à dire que les ventes au détail dans le secteur des loisirs ont fortement diminué, l'essentiel des ventes de jeux de loisirs étant passé des jeux de rôle aux jeux de figurines et aux jeux de cartes à collectionner[24].
- Les ventes directes sur Internet, par l'intermédiaire d'un détaillant en ligne ou de la propre vitrine électronique de l'entreprise.
- La vente et la distribution électroniques, soit sans aucun produit physique (livres électroniques), soit par l'intermédiaire d'un service d'impression à la demande. Autrefois réservé aux petites entreprises, ce mode de vente est aujourd'hui utilisé par des éditeurs de toutes tailles.

En règle générale, les éditeurs de jeux de rôle ont un cycle de vie très long une fois qu'ils ont réussi à produire un premier jeu à succès. TSR, l'éditeur initial de Donjons et Dragons, était une entité indépendante jusqu'en 1997, date à laquelle il a été racheté par Wizards of the Coast, qui a ensuite été racheté par Hasbro en 1999. De nombreux éditeurs contemporains de TSR sont toujours en activité en tant qu'éditeurs indépendants. Le noyau de concepteurs d'un éditeur est souvent conservé au sein de la nouvelle société à des fins de continuité et de productivité, bien que les licenciements soient fréquents après de telles fusions et acquisitions. Par exemple, Wizards of the Coast a connu de nombreux licenciements à la suite de l'acquisition de Last Unicorn Games (en) et après sa propre acquisition par Hasbro.

##### Éditeurs indépendants
Les jeux indépendants ou « indie » sont produits aux États-Unis et dans les pays anglo-saxons par une communauté de joueurs indépendants qui s'identifient à cette communauté, ou par des individus qui peuvent ou non s'y identifier. Ils sont généralement auto-édités ou publiés par un collectif de petits éditeurs. La communauté des jeux de rôle indépendants produit souvent des jeux avec une signature et un caractère idiosyncrasiques. Certains éditeurs indépendants renoncent souvent au modèle de distribution à trois niveaux et vendent directement en ligne et lors de conventions, ou directement aux magasins, mais beaucoup font appel à des services de distribution.
La frontière entre les éditeurs indépendants et les éditeurs grand public est pour le moins floue. Selon les définitions, les éléments commerciaux, de conception ou de design du jeu doivent rester sous le contrôle du créateur, ou le jeu doit simplement être produit en dehors d'un environnement d'entreprise, ou bien être distribué sans dépendre de la structure de vente au détail à trois niveaux de l'industrie.

#### Éditeurs de jeux de rôle sur table en France

La majeure partie des éditeurs et labels de jeux de rôle francophones en activité — il en existe une bonne cinquantaine — sont domiciliés en France,. Tout comme aux États-Unis et dans les autres pays anglo-saxons, la majorité des éditeurs de jeux de rôle en France sont des sociétés privées qui ne publient pas de chiffres de vente.
En 2018, le site Le Thiase dresse une liste des structures éditant professionnellement des jeux de rôle en France, comme il l'avait fait en 2015 et 2010, et propose la typologie suivante :

##### Leaders
Il s'agit des éditeurs les plus actifs sur le marché,. La plupart sont distribués par Novalis, la nouvelle division d'Asmodee, créée en 2016, découlant du rachat de Millenium (leader des distributeurs du secteur à cette époque), certains autres sont distribués par Abysse Corp, une autre référence en matière de distribution de jeux de rôle en France.

##### Éditeurs majeurs
Il s’agit d'éditeurs présents sur le marché depuis de nombreuses années et possédant un catalogue plutôt étoffé,. Ils se partagent la majorité du marché avec les leaders. La plupart sont distribués par les mêmes prestataires que les leaders et, dans une moindre mesure, par Surfin’ Meeple.

##### Incursions de grands groupes
Il s'agit d'éditeurs majeurs de livres ou de jeux, qui publient depuis quelques années certains titres sur le marché de niche du jeu de rôle,. Ces ouvrages sont distribués par leurs prestataires habituels (comme MDS, Hachette distribution, Interforum, etc.).

##### Micro-éditeurs
Il s'agit d'éditeurs actifs qui, bien que pouvant exister depuis plusieurs années et avoir un catalogue bien fourni, sont néanmoins plus petits et ont parfois adopté une forme légale plus précaire. Beaucoup d'entre eux sont auto-distribués. Ils privilégient généralement les projets de création pure à l'exploitation de licences.

##### Auto-édités
Il s'agit d'auteurs et collectifs d’auteurs qui choisissent de s'auto-éditer. Ils sont leurs propres distributeurs, au travers d'une boutique en ligne ou de plateformes de POD (print on demand) comme Lulu.com. Ils forment une part croissante de la production de jeux de rôle.

### Autres acteurs de la création
D'autres acteurs de la production interviennent dans la création d'un jeu de rôle sur table : graphistes, illustrateurs, maquettistes, relecteurs-correcteurs, entre autres.

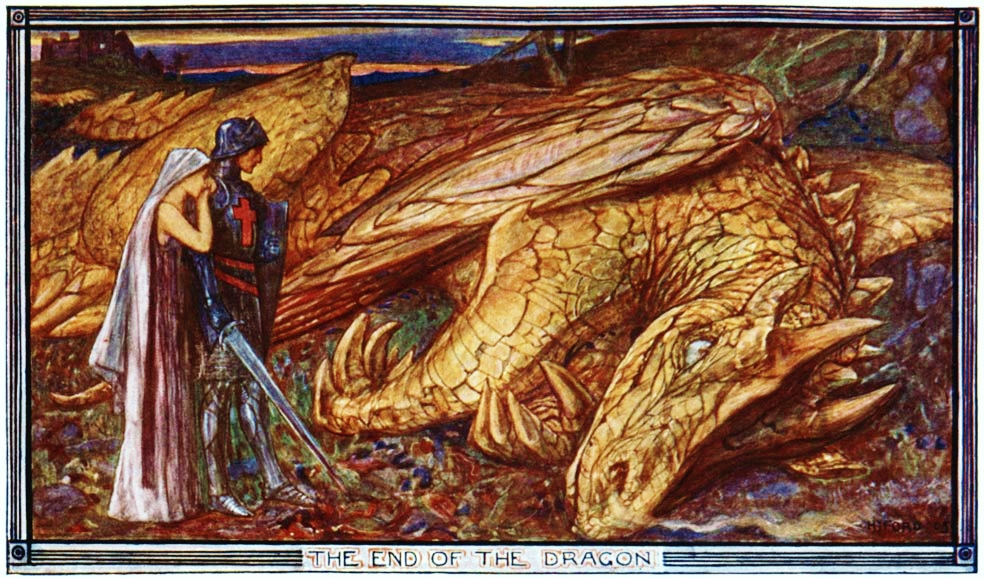
La Fin du dragon, illustration de Henry Justice Ford (H.J. Ford, †1941).

#### Illustrateurs
En général, les illustrateurs ne travaillent pas uniquement pour le jeu de rôle, mais aussi pour le jeu de plateau, le jeu vidéo ou bien encore dans le secteur du jeu de cartes.
Ils sont chargés de mettre en images l'univers que les auteurs ont développé ; ils se basent sur leurs descriptions, mais en y apportant leur style propre. Ils sont parfois soumis à un brief créatif de la part des auteurs et peuvent également être amenés à construire une bible graphique de l'univers proposé, le but étant de préserver une certaine cohérence. Leur travail peut s'étendre de l'ambiance visuelle et de la représentation graphique des différents personnages, au tracé des cartes du monde et jusqu'à la création et au design de la couverture du jeu.

##### Quelques illustrateurs américains de jeux de rôle importants
- Gerald Brom
- Clyde Caldwell
- Jeff Easly (en)
- Larry Elmore

##### Quelques illustrateurs français de jeux de rôle importants
- Rolland Barthélemy : MEGA, Rêve de Dragon
- Philippe Caza : L'Appel de Cthulhu, SimulacreS
- Florence Magnin : Ambre, Rêve de Dragon
- Manchu : Empire Galactique, Heavy Metal
- Magali Villeneuve : DD5, Star Wars FFG

#### Graphistes, maquettistes et relecteurs
Les illustrateurs ne sont pas les seuls à intervenir sur la charte graphique d'un jeu de rôle sur table : le maquettiste, aidé dans sa tâche par les graphistes et les relecteurs, conçoit la mise en pages du jeu lors de l'agencement des images et des textes ; ces trois groupes d'acteurs jouent donc aussi un rôle important dans le rendu final. Le maquettiste est aussi parfois à l'origine du design de la couverture, le plus souvent avec le concours d'un graphiste et de l'un des illustrateurs du jeu, quand ce dernier orne celle-là d'une de ses œuvres mais ne la conçoit pas entièrement lui-même.

## Acteurs connexes

### Production

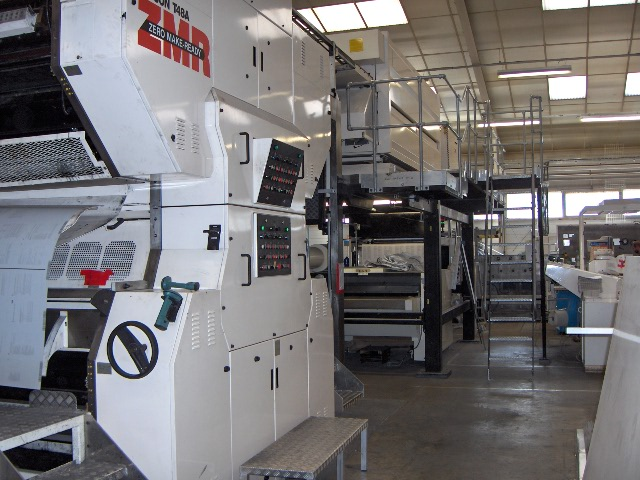
Rotative offset d'imprimerie.

#### Fabricants
Le fabricant est chargé de la réalisation physique du jeu. Qu'il communique étroitement avec l'éditeur, qui lui donne les consignes de création, ou qu'il envoie uniquement un (ou plusieurs) prototype — bon à tirer — à ce dernier, le but à atteindre est de se mettre en phase sur le rendu final et les quantités à produire, selon l’accord conclu. Ce processus de fabrication s’étale en général sur plusieurs mois.

#### Imprimeurs
Si le fabricant n'est pas aussi l'imprimeur, l'imprimeur entre alors en œuvre pour les parties nécessitant son intervention ; cela va du livre ou des livrets aux éventuels éléments en carton inclus dans une hypothétique boîte de jeu, qui serait elle aussi imprimée par ses soins.

### Distribution

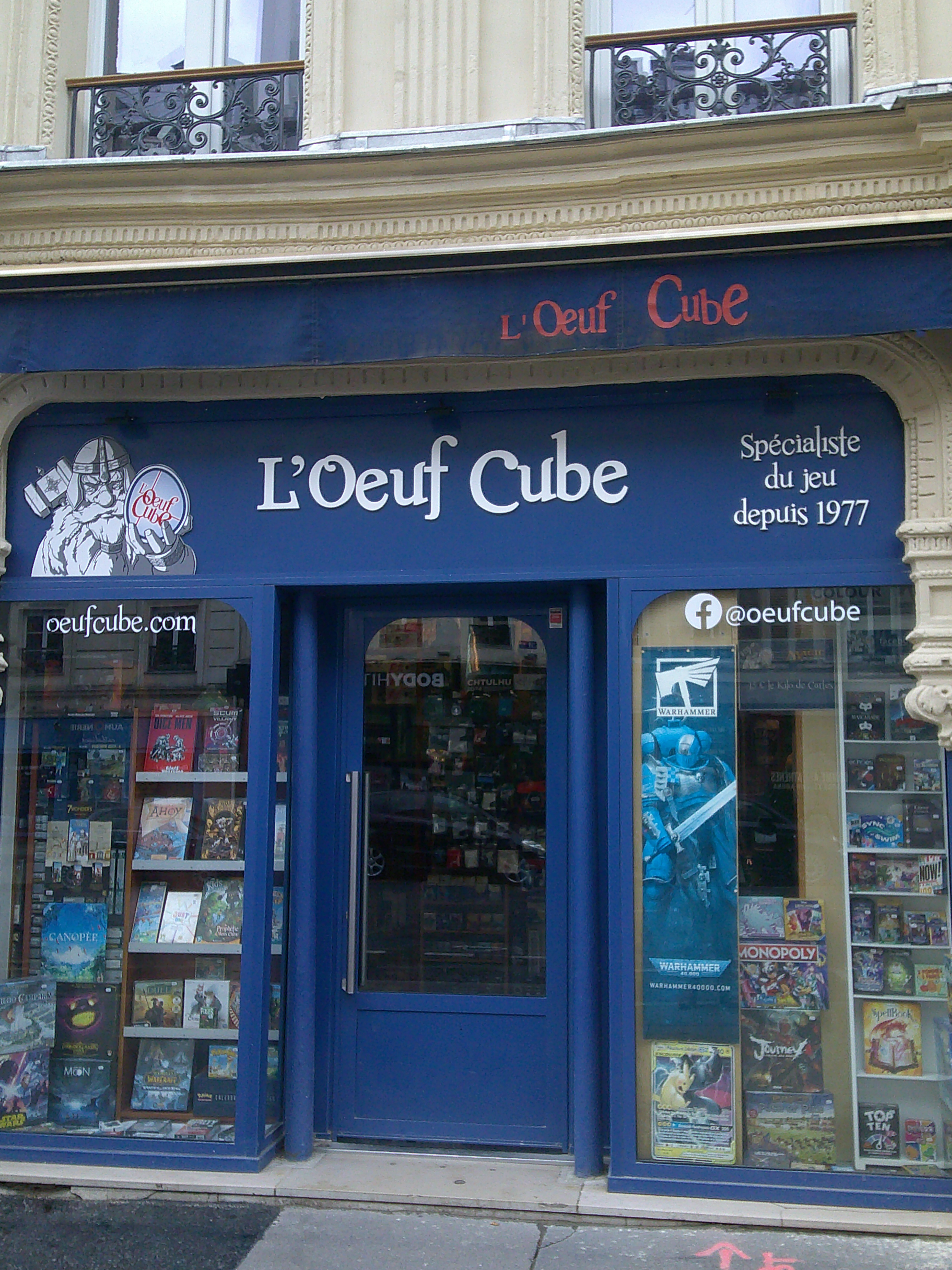
L'Œuf cube (fondée en 1977) est l'une des toutes premières boutiques à avoir vendu du jeu de rôle en France,.

#### Distributeurs
Le distributeur détient un contrat avec l'éditeur, notamment sur le nombre d'exemplaires qu'il va acquérir. Éditeurs et distributeurs se rencontrent généralement lors de salons réservés aux professionnels du secteur.
Les trois principaux distributeurs de jeux de rôle en France sont :
- Novalis, une division d'Asmodee, créée en 2016 et découlant du rachat de Millenium ;
- Abysse Corp ;
- Surfin’ Meeple.

#### Boutiques
La boutique, qu'elle soit physique ou virtuelle, est le dernier maillon de la chaîne du modèle de distribution à trois niveaux ; elle met l'ouvrage développé et conçu en amont à la disposition du client final.
Contrairement aux libraires, les gérants de boutiques spécialisées dans le commerce de détail de jeux de société, même sous forme de livres, font  en France actes d'achats fermes auprès des distributeurs, sans aucune possibilité de retour des invendus.

### Promotion
La phase de promotion apparaît ici en tout dernier mais, comme il a été évoqué plus haut, elle peut intervenir dès avant la phase de développement avancé du jeu — par exemple lors de la mise en place d'un éventuel financement participatif ou tout simplement lorsque l'auteur vient évoquer, et parfois même partager, une ébauche de son jeu sur les réseaux sociaux. Parfois, c'est tôt lors de la phase du financement participatif qu'est débloqué un kit gratuit dit « de démarrage », « d'initiation » ou « de découverte »,, réalisé par les auteurs, mais celui-là peut être mis à disposition par l'éditeur à tout moment de la vie du jeu ; cela contribue à promouvoir le jeu auprès des rôlistes en leur permettant de tester directement celui-là à leur propre table.

#### Activités autour de la communication
En plus des éventuels encarts publicitaires publiés dans la presse spécialisée, journalistes, influenceurs, blogueurs, associations, bars à jeux, salons et conventions sont des relais de l'information ; ils participent à la promotion et à la notoriété du nouveau jeu.

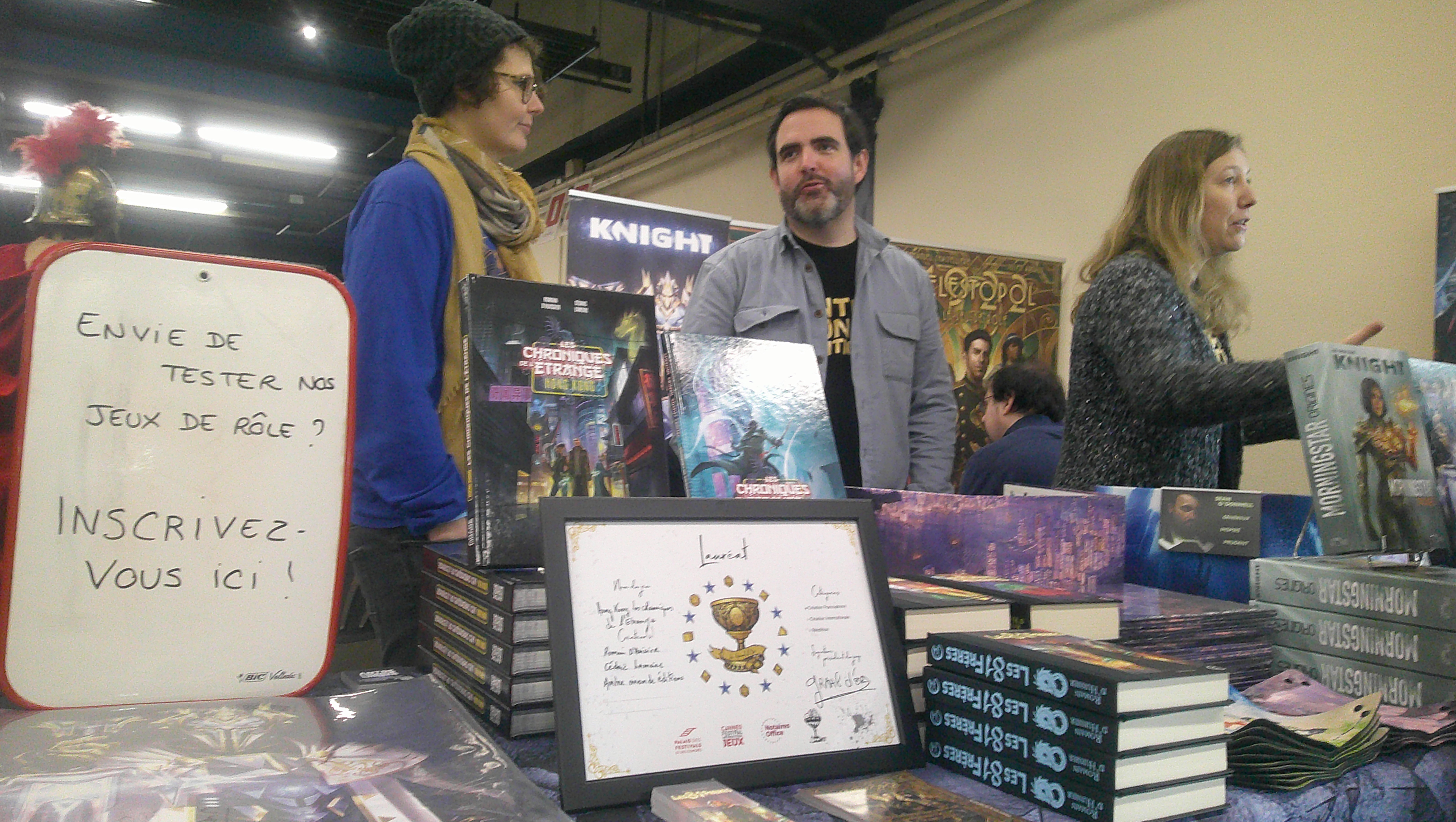
Un éditeur de jeux de rôle (ici le binôme dirigeant d'Antre Monde Éditions, au centre et à droite), présent au Salon Fantastique de Paris en mars 2024, propose de faire la démonstration des jeux de son catalogue.

#### Vendeurs
Le vendeur va promouvoir (ou non) le concept du jeu auprès du client final, au sein de sa boutique ; il intervient donc directement dans le processus de décison d'achat.

#### Démonstrateurs
L'éditeur, parfois accompagné de l'auteur ou de certains des auteurs — sinon de démonstrateurs recrutés parmi les rôlistes à cette occasion —, assure sa présence lors de salons et conventions où il vient faire la promotion de ses gammes de jeu auprès du public. Cela s'accompagne généralement de séances de démonstrations où des membres de ce même public sont invités à participer à des parties de jeux de rôle durant l'espace de quelques heures,.
Certains meneurs de jeu amateurs, particuliers ou membres d'associations, s'attèlent à cette tâche de façon bénévole — ou parfois parrainée par l'éditeur — lorsque le jeu qu'ils proposent de tester pendant cette convention ne bénéficie pas de la présence de son propre auteur ou éditeur.

#### Meneurs de jeu de rôle professionnels ou amateurs rémunérés
Cette activité récente commence à se développer,. Elle promeut le jeu de rôle en général — et le jeu qui est joué à l'occasion, autour de la table, en particulier — auprès de ses clients-joueurs aussi bien aguerris que néophytes.

## Rémunérations des acteurs et coûts de production

### Rémunérations ou parts de l'équipe créative

#### Auteurs et rédacteurs
Début 2012 en France, dans le milieu du jeu de rôle, un pigiste est rémunéré en moyenne 40 € pour 10 000 signes (entre 30 et 50 € ; Il s'agit là d'une somme forfaitaire, le pigiste n'étant pas intéressé sur les ventes). Quant à un auteur unique, il touche entre 7 et 12 % du prix de vente éditeur (dans le cas d'une équipe d'auteurs, ce pourcentage sera réparti entre ceux-ci), certains éditeurs se montrant plus généreux.

#### Illustrateurs
Début 2012 en France, dans le milieu du jeu de rôle, une illustration intérieure est rémunérée en moyenne entre 30 et 70 € (s'étalant plus généralement entre 20 et 100 €), cela dépendant cependant de la taille de ladite illustration (quart de page, pleine page, etc.) ainsi que de la présence d'une mise de couleurs ou non. Pour la conception d'une couverture, l'illustrateur y est payé en moyenne de 100 (pour un petit format confidentiel) à 300 €, cela variant grandement selon la notoriété dudit illustrateur. Sachant que dans le milieu « classique » un freelance est rémunéré entre 200 et 1 000 € par jour, la conception d'une couverture de roman poche s'évaluant de 400 à 500 €, une illustration dans un quotidien de presse entre 150 et 500 € tandis que pour un magazine, le prix oscille entre 150 et 400 € ; une couverture de magazine est payée, quant à elle, de 800 à 1 000 € ou radicalement plus, toujours selon la notoriété de l'illustrateur mais aussi l'importance de diffusion du média qui jouent de façon drastique sur ce montant final.

### Part de l'éditeur et coûts de mise en production
En ce qui concerne la mise en production, l'éditeur fait face à des coûts fixes correspondant, pour simplifier, au fait de lancer les rotatives, mais aussi à des coûts variables qui correspondent, eux, à la valeur de la matière première composant chaque unité produite. Ceci induit une diminution du coût moyen de production résultant de l’accroissement des quantités produites ; c'est ce qu'on nomme l'économie d'échelle. Par exemple, en août 2021, si l'éditeur passait de 500 à 2 000 exemplaires commandés pour impression, il multiplierait par quatre le tirage, mais ne doublerait finalement qu’à peine le coût de l’impression. Bien entendu, ce coût de production, versé au façonneur, viendra grandement grever la part de l'éditeur. Il est à noter que l'économie d'échelle pourra aussi s’appliquer à l’aspect créatif ainsi qu'à la rémunération de l’équipe créative : les rémunérations forfaitaires (fixes) ou au pourcentage (indexées sur les ventes) versées par l'éditeur.
Finalement, en juin 2017 en France, si l'éditeur décidait d'un tirage à 1 000 exemplaires et y investissait 15 000 € (et sachant qu'il a déjà investi les coûts susmentionnés, c'est-à-dire ceux de création mais aussi de promotion) et qu'il écoulait tout son stock, en comptant la marge bénéficiaire et la taxation, il n'engrangerait un chiffre d'affaires que d'environ 4 000 € sur le total de la vente de ces mêmes 1 000 exemplaires. Il lui resterait alors à dégager sur cette somme un bénéfice permettant de pérenniser son activité et d'assurer sa propre rémunération.

### Parts du distributeur et des boutiques
Distributeur et boutiques ont un poids important dans la détermination par l'éditeur du prix de vente final de l'ouvrage.
En août 2021 en France, le distributeur prélèverait 15 % du prix de vente final, tandis que la boutique s'octroierait 40 % de celui-ci.